# George Ledyard Stebbins
George Ledyard Stebbins, Jr. (Lawrence, Nova York, 6 de gener de 1906 - 19 de gener de 2000) va ser un botànic i genetista estatunidenc, un dels membres fundadors de la síntesi evolutiva moderna.
Stebbins va néixer als seus pares encoratjaren el seu interès per la història natural. El 1914 es traslladaren a Santa Bàrbara (Califòrnia). Va començar a estudiar ciències polítiques a la Universitat Harvard però al tercer any es va decidir per la botànica doctorant-se el 1931. Es traslladà a la Universitat de Berkeley on treballà amb E. B. Babcock sobre l'evolució de les plantes i en col·laborar amb un grup de biòlegs evolutius ("Bay Area Biosystematists") va desenvolupar una síntesi exhaustiva de l'evolució de les plantes que incorporava la genètica.
La seva publicació més important va ser Variation and Evolution in Plants (1950), on es combina la genètica i la teoria de la selecció natural per a descriure l'especiació de les plantes. Aquesta obra es considera una de les principals publicacions de les que van constituir el nucli de la síntesi moderna. En el camp de la botànica, Stebbins investigà també el paper de la hibridació i de la poliploïdia en l'evolució vegetal.

## Obres
- Variation and Evolution in Plants (1950)
- Processes of Organic Evolution (1966)
- The Basis of Progressive Evolution (1969)
- Chromosomal Evolution in Higher Plants (1971) ISBN 0-7131-2287-0
- Flowering Plants: Evolution Above the Species Level (1974) ISBN 0-674-30685-6
- Evolution (1977) with Dobzhansky, Ayala and Valentine
- Darwin to DNA, Molecules to Humanity (1982) ISBN 0-7167-1331-4